# Aglaophenia latecarinata
Aglaophenia latecarinata is een hydroïdpoliep uit de familie Aglaopheniidae. De poliep komt uit het geslacht Aglaophenia. Aglaophenia latecarinata werd in 1877 voor het eerst wetenschappelijk beschreven door Allman.